# Interjectio
Interjectio é um gênero de mariposa pertencente à família Crambidae.